# Turgay Aydın
Turgay Aydın (Darmstadt, 1 de enero de 1971) es un actor turco, conocido por interpretar el papel de Sabahattin Arcan en la serie Bir Zamanlar Çukurova.

## Biografía
Turgay Aydın nació el 1 de enero de 1971 en Darmstadt (Alemania), y habla turco, alemán e inglés con fluidez.

## Carrera
Turgay Aydın estudió actuación en el teatro estatal alemán, donde también trabajó durante un tiempo. Hizo su debut como actor en la película Propaganda de 1999, y luego obtuvo papeles en Kanak Attack de 2000, Kleine Freiheit de 2003, Insan nedir ki?, en 2011 en Eylül, en 2012 en 3 Yol, en 2015 en Muna y en Uzaklarda Arama, en 2016 en Yemekteydik ve Karar Verdim y en Emanet, en 2019 en Lady Winsley, en 2020 en Ask Tesadüfleri Sever 2 y en 2022 en Doktor Sadik Ahmet. También actuó en algunos cortometrajes: en 2013 en Elephant Graveyard, en 2016 en Ruh ikizi/Soul Mate y en 2019 en Eavesdropper.
En 2004 interpretó el papel de Arif en la miniserie Hayalet . En 2006 interpretó el papel de Kazim en la serie Kirik Kanatlar . De 2006 a 2008 interpretó el papel de Mehmet en la serie Hatirla Sevgili. En 2014 y 2015 interpretó el papel de Asim en la serie O Hayat Benim. En 2016 y 2017, se unió al elenco de la serie Umuda Kelepçe Vurulmaz, interpretando el papel de Nizam. De 2018 a 2022, fue elegido para interpretar el papel de Sabahattin Arcan en la serie emitida en ATV Bir Zamanlar Çukurova y donde actuó junto a actores como Hilal Altınbilek, Uğur Güneş, Murat Ünalmış, Vahide Perçin y Sibel Taşçıoğlu.

## Filmografía

### Cine
| Año  | Título                      | Personaje     | Director                      |
| ---- | --------------------------- | ------------- | ----------------------------- |
| 1999 | Propaganda                  | Cemil         | Sinan Çetin                   |
| 2000 | Kanak Attack                | Saltimis      | Lars Becker                   |
| 2003 | Kleine Freiheit             | Murat         | Yüksel Yavuz                  |
| 2004 | Insan nedir ki?             | Keten         | Reha Erdem                    |
| 2011 | Eylül                       | Yusuf         | Cemil Agacikoglu              |
| 2013 | 3 Yol                       | Josef         | Faysal Soysal                 |
| 2015 | Muna                        | Ali           | Serdar Gözelekli              |
| 2015 | Uzaklarda Arama             |               | Türkan Soray                  |
| 2016 | Yemekteydik ve Karar Verdim | Görkem Yeltan |                               |
| 2016 | Emanet                      | Cihan         | Emre Yalgin                   |
| 2019 | Lady Winsley                | Burak Oztuk   | Hiner Saleem                  |
| 2020 | Ask Tesadüfleri Sever 2     | Riza Efendi   | Ipek Sorak y Ömer Faruk Sorak |
| 2022 | Doktor Sadik Ahmet          |               | Özer Feyzioglu                |

### Televisión
| Año       | Título                 | Personaje        | Notas        |
| --------- | ---------------------- | ---------------- | ------------ |
| 2004      | Hayalet                | Arif             |              |
| 2006      | Kirik Kanatlar         | Kazim            |              |
| 2006-2008 | Hatirla Sevgili        | Mehmet           | 51 episodios |
| 2014-2015 | O Hayat Benim          | Asim             | 42 episodios |
| 2016-2017 | Umuda Kelepçe Vurulmaz | Nizam            | 15 episodios |
| 2018-2020 | Bir Zamanlar Çukurova  | Sabahattin Arcan | 66 episodios |

### Cortometrajes
| Año  | Título              | Personaje    | Director     |
| ---- | ------------------- | ------------ | ------------ |
| 2013 | Elephant Graveyard  |              | Harika Uygur |
| 2016 | Ruh ikizi/Soul Mate | Mustafa Nuri |              |
| 2019 | Eavesdropper        | Selamet      | Ahmet Togaç  |